# Sibbaldia purpurea
Sibbaldia purpurea är en rosväxtart som beskrevs av John Forbes Royle. Sibbaldia purpurea ingår i släktet dvärgfingerörter, och familjen rosväxter. Utöver nominatformen finns också underarten S. p. macropetala.